# 钠冷快中子反应堆

钠冷快中子反应堆（SFR）

钠冷快中子反应堆（英語：Sodium-cooled Fast Reactor，缩写：SFR），是一種快中子增殖反應爐，以液態鈉做為冷卻劑。
钠冷快中子反应堆是指两个第四代反應爐的提案，一个基于现有的使用混合氧化物燃料（MOX）的液态金属冷却反应堆（LMFR）技术，另一个基于金属燃料的一体化快堆。
一些钠冷快中子反应堆已经被建造了，其中一些仍在运行中，另一些正在规划中或在建设中。

## 钠作为冷却剂
液态金属钠可以用作唯一的冷却剂，从反应堆芯中带走热量。 钠只有一种稳定的同位素钠-23。 钠-23是非常弱的中子吸收剂。 当它吸收中子时，会产生钠-24，它的半衰期为15小时，然后衰减成镁-24，这是一种稳定的同位素。

## 反应堆
位於美國愛達荷州、全世界第一座可發電的反應爐EBR-I即使用液態鈉鉀合金。是目前快中子增殖反應爐的主流，在日本（常陽機和文殊機）法國（狂想曲號、鳳凰號和超級鳳凰號）都曾被建造。這種反應爐也是研究中第四代反應爐的形式之一, 在美國阿貢國家實驗室有深入的研究。